# 五十嵐忠行
五十嵐 忠行（いがらし ただゆき、1944年（昭和19年）10月23日 - ）は、日本の警察官僚。元警察庁刑事局長。

## 略歴
- 1970年（昭和45年）4月：警察庁入庁
- 1973年（昭和48年）8月：石川県警察本部刑事部鑑識課長
- 1975年（昭和50年）2月：栃木県警察本部刑事部捜査第一課長
- 1976年（昭和51年）4月：北海道警察本部刑事部捜査第二課長
- 1977年（昭和52年）8月：海上保安庁総務部政務課補佐官
- 1977年（昭和52年）11月：海上保安庁警備救難部警備第二課補佐官
- 1979年（昭和54年）8月：警視庁警務部教養課長
- 1981年（昭和56年）2月：警察庁刑事局調査統計官付課長補佐
- 1982年（昭和57年）2月：大阪府警察本部刑事部捜査第二課長
- 1983年（昭和58年）8月：福島県警察本部警務部長
- 1984年（昭和59年）8月：北海道警察本部刑事部長
- 1986年（昭和61年）8月：警察庁長官官房総務課理事官
- 1987年（昭和62年）7月：警察庁刑事局保安部生活経済課経済調査官兼不正商品取締官
- 1988年（昭和63年）10月：警察庁刑事局鑑識課長兼鑑識資料センター所長
- 1990年（平成2年）7月：宮崎県警察本部長
- 1991年（平成3年）7月：大阪府警察本部総務部長
- 1993年（平成5年）3月：警察庁警務局教養課長
- 1994年（平成6年）7月：福島県警察本部長
- 1996年（平成8年）3月：総務庁長官官房交通安全対策室長
- 1997年（平成9年）8月：警察庁長官官房審議官（刑事局担当）兼国際捜査研修所長
- 1999年（平成11年）8月：警察庁刑事局暴力団対策部長
- 2000年（平成12年）8月：警察庁刑事局長
- 2001年（平成13年）9月：退官
- 2001年（平成13年）10月：三菱信託銀行株式会社業務顧問
- 2003年（平成15年）7月：株式会社たいよう共済監査役
- 2007年（平成19年）6月：株式会社ジャスダック証券取引所社外取締役
- 2009年（平成21年）4月：株式会社日立製作所顧問
- 2014年（平成26年）11月：瑞宝中綬章受章

## その他役職
- 特定非営利活動法人POLICEチャンネル理事（清算）
- 公益財団法人 日工組社会安全研究財団 評議員（非常勤）[1]